# Jules Boissonade
Pour les articles homonymes, voir Boissonnade.
L'abbé Jules Boissonade, aussi dit Jules Boissonnade, né le 3 décembre 1832 à Mende et mort le 5 mars 1897 dans la même ville, est un spéléologue, archéologue et botaniste français.

## Biographie

### Jeunesse et famille
Jean Jules Augustin Boissonade naît en 1832 à Mende, fils d'Augustin Boissonade, propriétaire, et de Marie Virginie Berger, son épouse.

### Activités spéléologiques
Jules Boissonade a fouillé de nombreuses grottes en Lozère. Cependant, peu de ses résultats ont été publiés.
Devenu prêtre, aumônier militaire puis aumônier des prisons, il meurt en 1897 à Mende.